# Daniele Manin (destroyer)
Le Daniele Manin (fanion « MA ») était un destroyer italien de la classe Sauro lancé en 1925 pour la Marine royale italienne (en italien : Regia Marina). 

## Conception et description
Les destroyers de classe Sauro étaient des versions agrandies et améliorées des classes Sella précédentes. Ils avaient une longueur totale de 90,16 mètres, une largeur de 9,2 mètre et un tirant d'eau moyen de 2,9 mètres. Ils déplaçaient 1 058 tonnes à charge normale, et 1 600 tonnes à charge profonde. Leur effectif était de 8 à 10 officiers et 146 hommes de troupe.
Les Sauro étaient propulsés par deux turbines à vapeur à engrenages Parsons, chacune entraînant un arbre d'hélice à l'aide de la vapeur fournie par trois chaudières Yarrow. Les turbines avaient une puissance nominale de 36 000 chevaux (27 000 kW) pour une vitesse de 31 nœuds (57 km/h) en service, bien que les navires aient atteint des vitesses supérieures à 36 nœuds (67 km/h) lors de leurs essais en mer alors qu'ils étaient légèrement chargés.
Leur batterie principale se composait de quatre canons Ansaldo de 120 millimètres dans deux tourelles jumelées, une à l'avant et une à l'arrière de la superstructure. La défense antiaérienne des navires de la classe Sauro était assurée par une paire de canons anti-aériens (AA) de 40 millimètres dans des supports simples au milieu du navire et une paire de mitrailleuses Breda Model 1931 de 13,2 millimètres. Ils étaient équipés de six tubes lance-torpilles de 533 millimètres dans deux supports triples au milieu du navire. Les Sauro pouvaient également transporter 52 mines.

## Construction et mise en service
Le Daniele Manin est construit par le chantier naval Cantieri del Quarnaro à Fiume en Croatie, et mis sur cale le 9 octobre 1924. Il est lancé le 15 juin 1925 et est achevé et mis en service le 1er mars 1927. Il est commissionné le même jour dans la Regia Marina.

## Nom
Le navire tire son nom de Daniele Manin, un des acteurs du Risorgimento, en devenant le chef de l’éphémère République de Saint-Marc.

## Histoire du service
En 1930, le Daniele Manin est impliqué dans une collision avec son navire-jumeau (sister ship) Battisti.
En 1931, il est écrasé par le croiseur auxiliaire Egitto; les réparations des graves dommages ne peuvent être achevées qu'en 1934. Pendant les travaux de réparation, en 1933, il subit également quelques modifications qui impliquent l'embarquement d'un poste de tir central.
En 1935, en prévision de son transfert en mer Rouge, il subit de nouveaux travaux pour climatiser ses salles. Après ces travaux, sa vitesse passe de 35 (64,8 km/h) à 31,7 nœuds (58,7 km/h), et son autonomie à 14 nœuds (25,9 km/h) de 2 600 (4 810 km) à 2 000 milles nautiques (3 700 km).
Il est déployé en mer Rouge en 1938.
Il participe à la guerre civile d'Espagne.
Lorsque l'Italie entre dans la Seconde Guerre mondiale, il fait partie du IIIe escadron de destroyers basé à Massaoua, aux côtés de ses navires-jumeaux (sister ships) Sauro, Nullo et Battisti .
Le 28 juin, dans la matinée, il secourt - près du phare de Shab Shak - une partie de l'équipage du sous-marin Perla, qui s'est échoué après que des vapeurs de chlorure de méthyle ont empoisonné la plupart de l'équipage et a été endommagé par un destroyer britannique.
Il effectue des missions d'interception des convois britanniques transitant par la mer Rouge et accomplit une dizaine de ces missions, sans résultat.
Dans la nuit du 30 au 31 août, il est en mer avec le Battisti, mais ne trouve rien.
Le 19 décembre, il quitte Massaoua avec le Battisti, le Leone et Pantera pour attaquer le convoi "BN 5" (23 marchands escortés par le croiseur léger HMNZS Leander et les sloops HMS Auckland (L61) (britannique), HMAS Yarra (D79) et HMAS Parramatta (D55) (australien)), mais il rentre au port le 21, sans l'avoir localisé.
Le 21 octobre 1940, au cours d'une autre mission d'interception du trafic ennemi, il attaque, à 2h19 du matin, en compagnie ses navires-jumeaux Nullo et Battisti et les plus gros destroyers Leone et Pantera, le convoi britannique "BN 7", composé de 32 navires marchands escortés par le croiseur léger HMNZS Leander, le destroyer HMS Kimberley (F50) et les sloops HMAS Yarra (australien), HMS Auckland (britannique) et RIN Indus (indien). Le combat devient défavorable aux navires italiens, qui doivent renoncer à l'attaque et se replier en couvrant leur retraite d'un écran de fumée, tandis que le Nullo, isolé et ralenti par une panne de gouvernail, est coulé après un violent choc avec le HMS Kimberley.
Le 3 décembre, avec le Tigre, le Leone et le Sauro et le sous-marin Ferraris, il est envoyé à la recherche d'un convoi, mais celui-ci n'est pas trouvé.
Il devient alors évident que la chute de l'Afrique orientale italienne est désormais imminente. En vue de la reddition de Massaoua, un plan est organisé pour évacuer les unités avec une grande autonomie (envoyées en France ou au Japon) et pour détruire les navires restants,. Les 6 destroyers qui forment le IIIe escadron (Battisti, Sauro, Manin) et le Ve escadron (Tigre, Leone, Pantera) n'ont pas une portée suffisante pour atteindre un port ami, il est donc décidé de les employer dans une mission suicide: une attaque de Suez (Tigre, Leone, Pantera) et Port-Saïd (Sauro, Manin, Battisti), comme objectifs. Si elles n'ont pas pu continuer, les unités ne seraient pas retournées à Massaoua (où, d'ailleurs, elles n'auraient eu d'autre sort que la capture ou le sabordage, la forteresse étant tombée le 8 avril 1941), mais elles auraient plutôt coulé d'elles-mêmes, par sabordage,.
Le Ve escadron part pour sa mission le 31 mars, mais cette première tentative avorte presque immédiatement car le Leone s'échoue et, ayant développé un feu indomptable à la proue, doit être sabordé,. La mission est ensuite réorganisée car une action de diversion prévue par la Luftwaffe contre Suez a échoué: toutes les unités auraient attaqué Port-Saïd,.
Le 2 avril 1941, à deux heures de l'après-midi, les cinq destroyers quittent finalement Massaoua,. Le Battisti doit se saborder en raison d'une panne de moteur, tandis que le reste de la formation poursuit sa route même s'il est repéré par des avions de reconnaissance ennemis. À l'aube du 3 avril, alors qu'ils se trouvent à une trentaine de milles nautiques (56 km) de Port-Soudan, après une navigation de 270 milles nautiques (500 km) , les quatre navires sont massivement attaqués par environ 70 bombardiers Bristol Blenheim et des bombardiers-torpilleurs Fairey Swordfish qui arrivent par vagues,. Rompant la formation, les destroyers continuent à zigzaguer et à ouvrir le feu avec leurs canons anti-aériens, mais vers 7h30, les avions commencent à cibler les plus petits et plus vulnérables Sauro et Manin, les endommageant (le Tigre et le Pantera se replient et, également attaqués par des navires, se sabordent eux-mêmes au large de la côte arabe),. Le Sauro est coulé à 9 heures, tandis que le Manin (commandé par le capitaine de frégate (capitano di fregata) Araldo Fadin), réussit, en manœuvrant à grande vitesse et en se défendant vigoureusement avec ses propres mitrailleuses (deux des avions attaquants sont également touchés, mais le faible calibre des balles - 13,2 mm - les empêche d'être abattus), à tenir encore deux heures, désormais seul,.
Frappé par deux bombes de 224 kg, le Manin reste immobilisé et désormais complètement à la merci des attaques aériennes. Les charges explosives pour le sabordage sont activées et deux embarcations sont mises à la mer, sur l'une desquelles, la barcasse IA 463, conçue pour 25 occupants, un nombre double d'hommes embarque, tandis que sur l'autre embarcation prennent place le commandant Fadin, grièvement blessé par un éclat d'obus, et une soixantaine de survivants,. Cependant, comme le navire ne coule pas (entre-temps il est mitraillé par des avions), il y a le doute que les charges n'ont pas été efficaces. Pour s'assurer qu'elles fonctionnent, le commandant en second, le lieutenant de vaisseau (tenente di vascello) Armando Crisciani, l'ingénieur en chef, le capitaine des ingénieurs navals Rodolfo Batagelj, et le capitaine des torpilles (sottocapo) Ulderico Sacchetto,, sont retournés à bord. À ce moment-là - il est midi - le Manin chavire et coule brisé en deux, à la position géographique de 20° 20′ N, 30° 10′ E. Avec le navire disparaissent Crisciani, Batageli et Sacchetto et à leur mémoire sont décernées autant de médailles d'or de la valeur militaire.
La barcasse IA 463 réussit à débarquer, après une navigation de plusieurs jours sous le commandement du sous-lieutenant de vaisseau (sottotenente di vascello) Fabio Gnetti, sur les côtes d'Arabie Saoudite où les naufragés sont internés. Le radeau de sauvetage du commandant Fadin est secouru, après plusieurs jours, par un sloop britannique . Parmi les hommes qui ont disparu, il y a aussi le bulucbasci (sergent dans les troupes coloniales italiennes) Ibrahim Farag Mohammed, qui, s'accrochant au bord du canot de sauvetage pendant toute une nuit après avoir laissé sa place à un marin blessé, après avoir perdu ses forces salue une dernière fois le commandant Fadin avant de disparaître dans l'obscurité de la nuit. Il reçoit également à titre posthume la médaille d'or de la valeur militaire (il est l'un des deux seuls ascendants des forces armées italiennes à avoir reçu cette décoration).

## Sources
- (it) Cet article est partiellement ou en totalité issu de l’article de Wikipédia en italien intitulé « Daniele Manin (cacciatorpediniere) » (voir la liste des auteurs).